# فهرست بوم‌ناحیه‌های ایران
در زیر فهرستی از بوم‌ناحیه‌ها در ایران آمده‌است که توسط صندوق جهانی طبیعت (WWF) مشخص شده‌است.

## بوم‌ناحیه‌های خشکی
ایران در قلمرو دیرین‌شمالگان قرار دارد. بوم‌ناحیه‌ها بر اساس زیست‌بوم فهرست شده‌اند.

### جنگل پهن‌برگ و مخلوط معتدله
- جنگل‌های هیرکانی
- استپ جنگلی کوه‌های زاگرس

### جنگل سوزنی‌برگ معتدله
- استپ جنگلی رشته‌کوه البرز

### علفزارها، گرم‌دشت‌ها و درختچه‌زارهای معتدله
- استپ کوهستانی آناتولی شرقی
- استپ خاورمیانه

### علفزارها و گرم‌دشت‌های سیلابی
- مرداب‌های بین‌النهرین

### علفزارها و درختچه‌زارهای کوهستانی
- استپ جنگلی و درختزارهای کپه‌داغ
- درختزارهای کوهستانی کوه رود و شرق ایران

### بیابان‌ها و درختچه‌زارهای خشک
- بیابان عربی
- استپ و بیابان درختچه‌ای آذربایجان
- نیمه‌بیابان بادخیز و کربیل
- درختزارهای خشک بلوچستان
- بیابان پست‌بوم کاسپین
- حوضه‌های بیابانی ایران مرکزی
- نیمه‌بیابان کپه‌داغ
- بیابان درختچه‌ای بین‌النهرین
- بیابان ماسه‌ای ریگستان–شمال پاکستان
- بیابان و نیمه‌بیابان نوبی–سندی جنوب ایران

## بوم‌ناحیه‌های آب شیرین
- بلوچستان
- زاینده‌رود
- دریاچه نمک
- دریاچه ارومیه
- دجله و فرات علیا
- دجله و فرات سفلی